# Menhir Grosse Pierre
Menhir Grosse Pierre je kamenný megalitický menhir z dobyasi před 3000 let nalézající se na naučném botanickém chodníku o délce 2,8 km nedaleko od jeskyně Grotte de Saint-Marcel ve francouzském departementu Ardèche. Samotný menhir se nachází v křovinatém porostu nad údolím Gorges de l'Ardèche.

## Fotogalerie

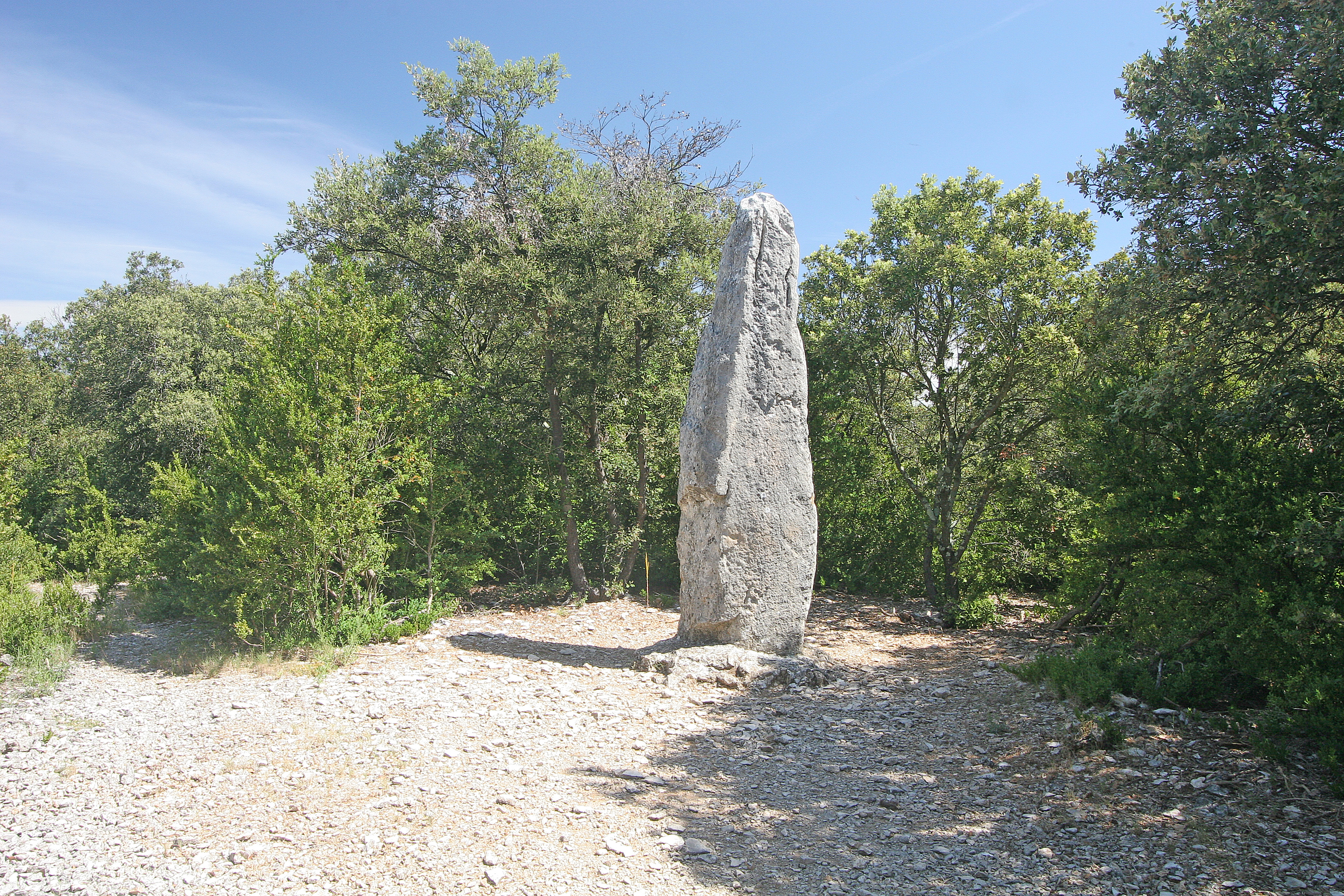
Menhir Grosse Pierre
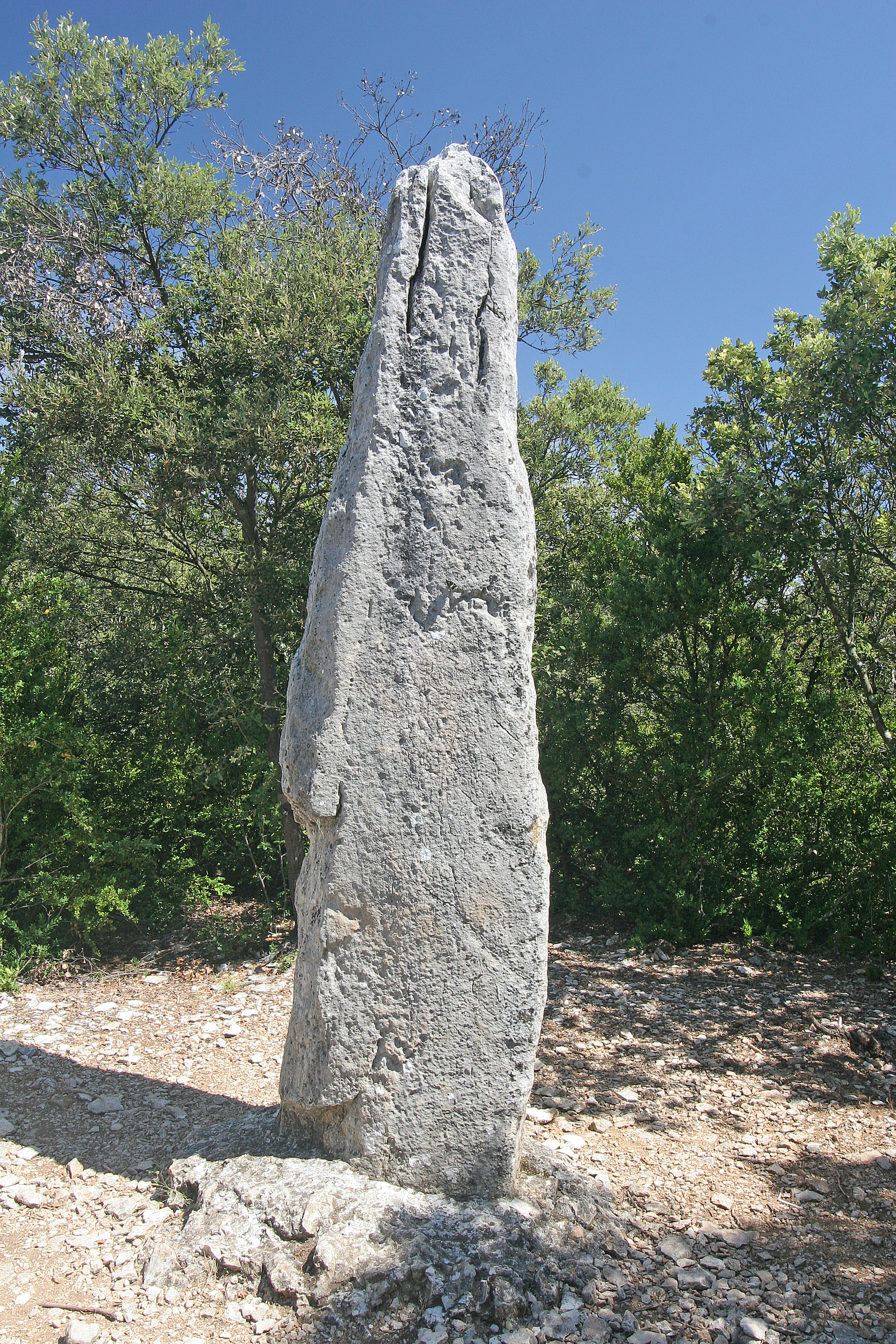
Menhir Grosse Pierre
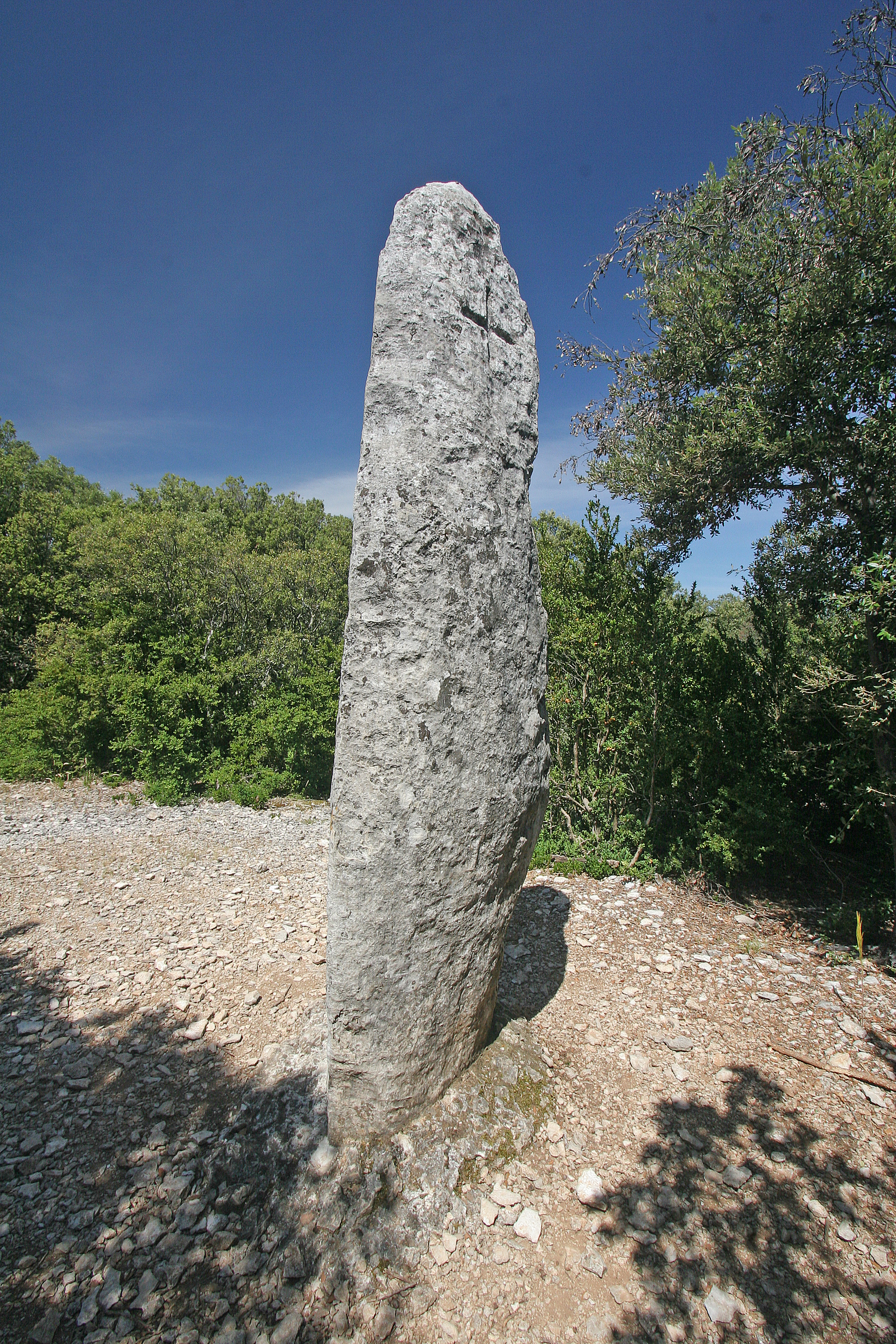
Menhir Grosse Pierre
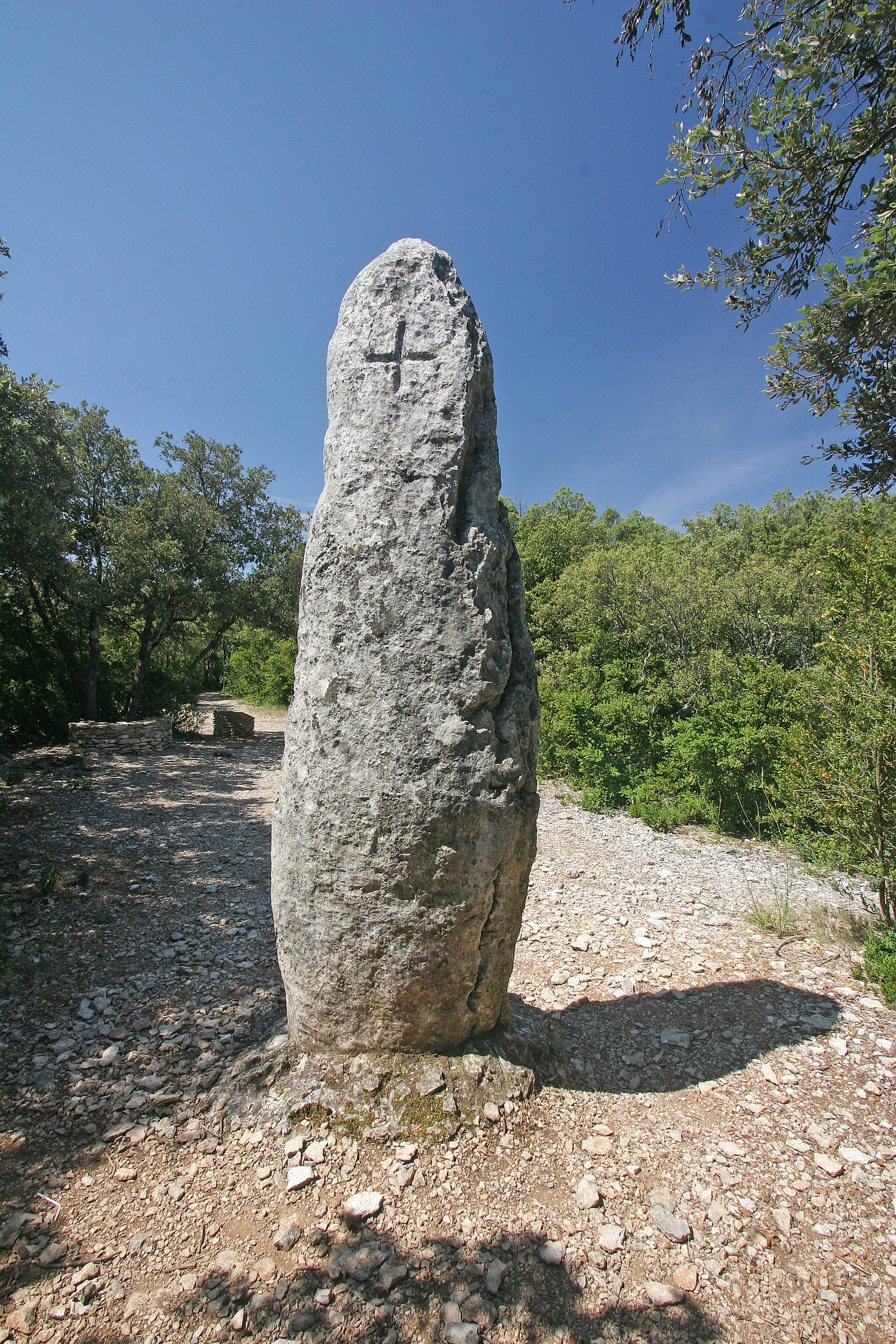
Menhir Grosse Pierre
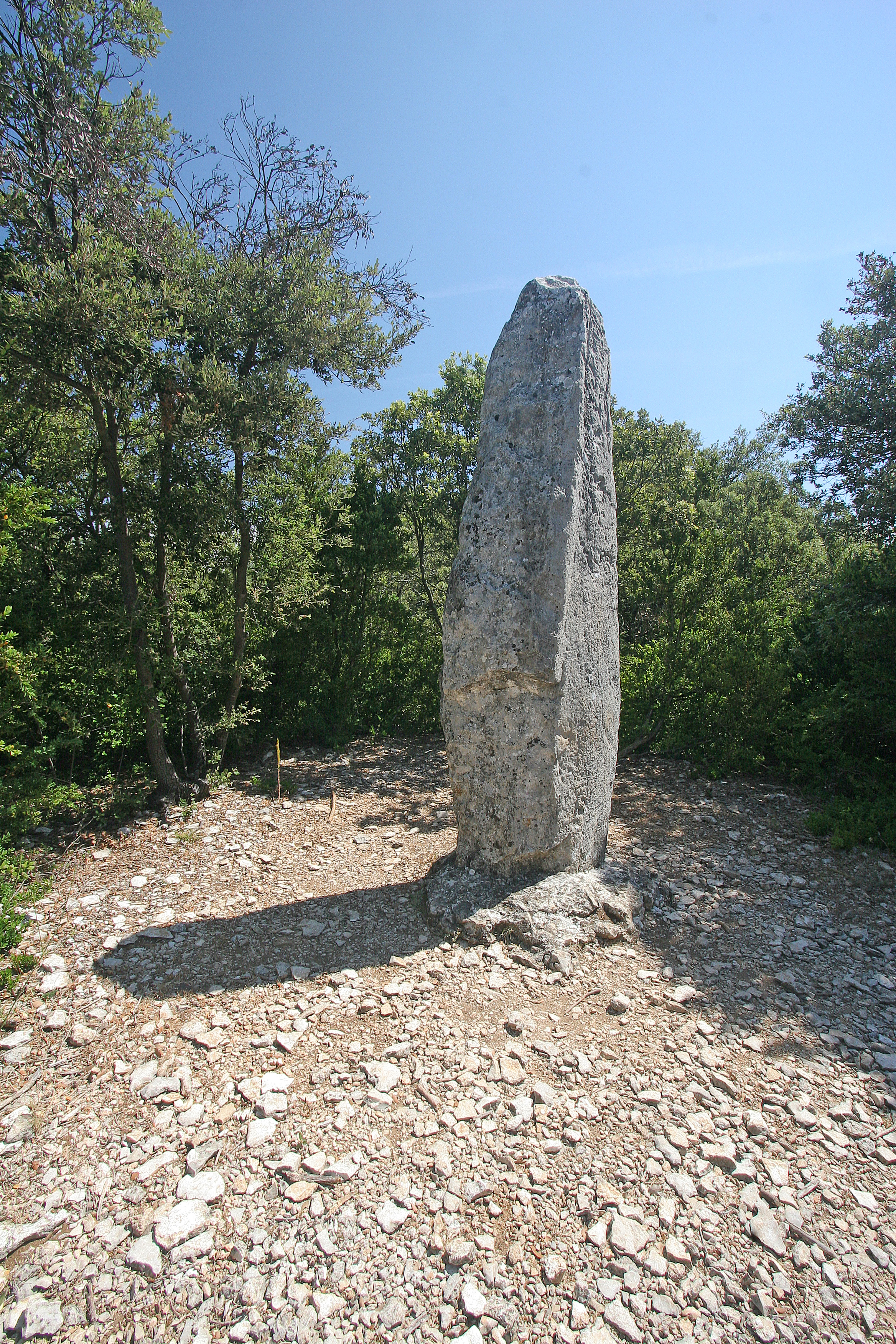
Menhir Grosse Pierre